# Базельський трамвай

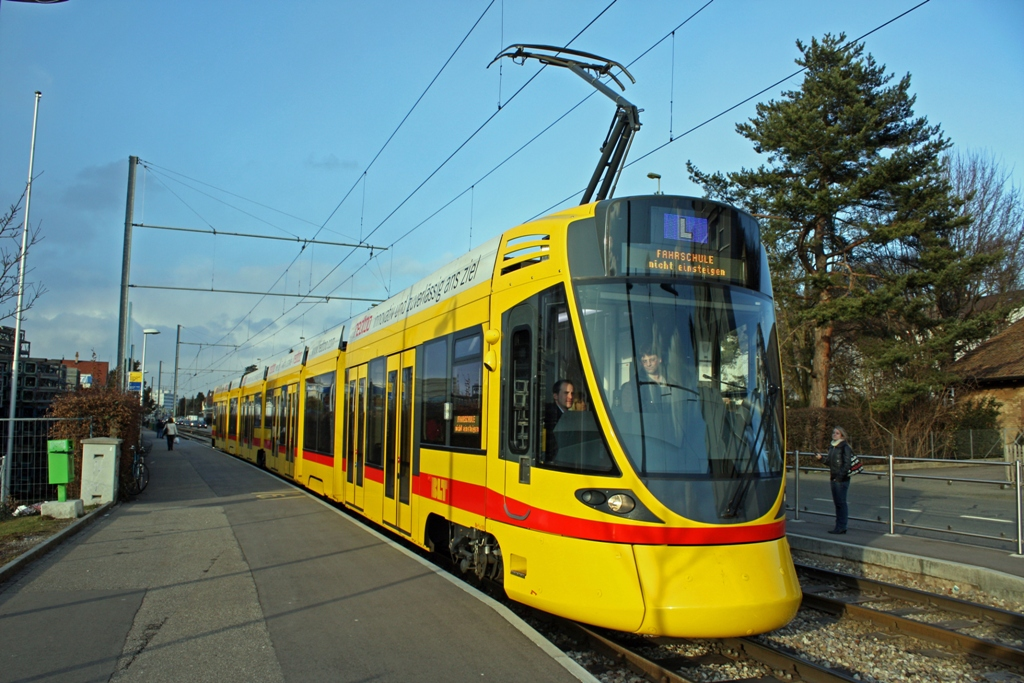
Трамвай Stadler Tango, що належить до BLT

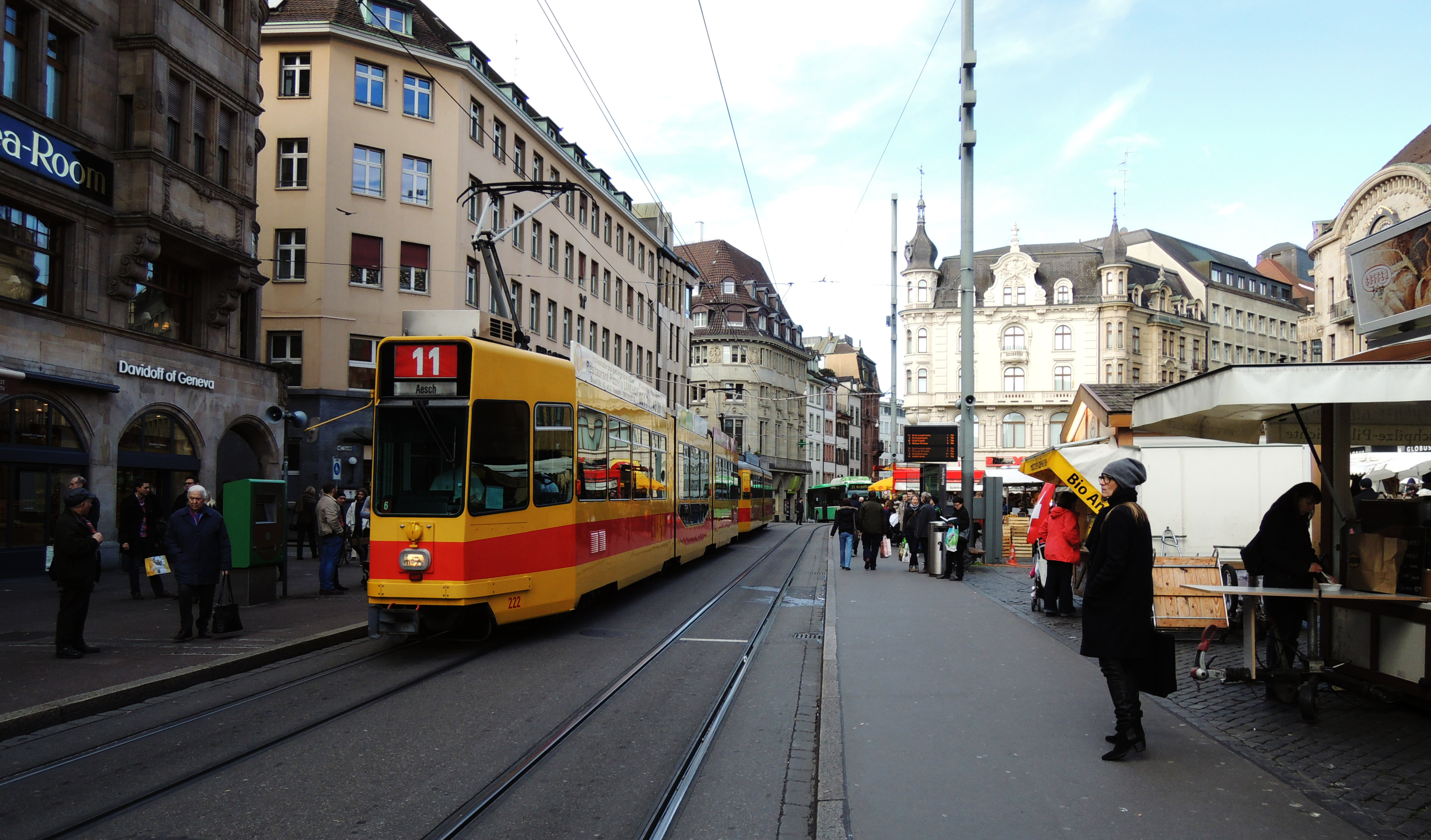
Трамвай Be 4/8, що належить до BLT

Базельський трамвай — діюча трамвайна мережа міста Базель (Швейцарія), один з видів громадського транспорту міста.
Електричний трамвай почав діяти в Базелі 6 травня 1895 року, за маршрутом Центральбангоф — Ешенплац — Марктплац — Мітлере-брюкке — Бадишер-бангоф.
Особливості географічного положення міста, яке розташоване на перетині кордонів трьох держав — Швейцарії, Франції та Німеччини, зумовили унікальну особливість базельського трамвая. Декілька десятиліть трамвайна мережа Базеля об'єднувала три держави.
Існували такі міжнародні трамвайні лінії:
- Базель — Сен-Луї (Франція), 20 липня 1900 — 31 грудня 1957
- Базель — Унінг (Франція), 17 грудня 1910 — 12 квітня 1961
- Базель — Леррах (Німеччина), 1926–1967, з перервою через закриття кордону (1 вересня 1939 — 11 травня 1947)

Станом на 2007 рік єдиний міжнародний маршрут трамвая — маршрут № 10 зв'язує Базель з французьким містом Леймен в Ельзасі. Це одна з двох діючих міжнародних трамвайних ліній у світі (інша — трамвай Saarbahn між Саарбрюккеном в Німеччині та Сарргемін у Франції).
Проте вже 14 грудня 2014 було введено в дію другу транскордонну лінію до Німеччини: Kleinhüningen — Kleinhüningeranlage — Hiltalingerbrücken — Zoll Weil am Rhein — Friedlingen завдовжки 2,8 км.
Існують також плани будівництва нових трамвайних ліній в Німеччину і Францію.

## Опис мережі
Мережа трамвая в Базелі складається з одинадцяти маршрутів, вісім з них обслуговуються організацією BVB, три — організацією BLT. Ширина колії - 1000 мм.
| Номер | Маршрут                                      |
| ----- | -------------------------------------------- |
| 1     | Dreirosenbrücke ↔ Bahnhof SBB (BVB)          |
| 2     | Binningen ↔ Eglisee (BVB)                    |
| 3     | Burgfelden Grenze ↔ Birsfelden Hard (BVB)    |
| 6     | Allschwil ↔ Riehen Grenze (BVB)              |
| 8     | Neuweilerstrasse ↔ Kleinhüningen (BVB)       |
| 10    | Rodersdorf ↔ Dornach (BLT)                   |
| 11    | St-Louis Grenze ↔ Aesch (BLT)                |
| 14    | Dreirosenbrücke ↔ Pratteln (BVB)             |
| 15    | Messeplatz ↔ Bruderholz (BVB)                |
| 16    | Bruderholz ↔ Schifflände (BVB)               |
| 17    | Wiesenplatz ↔ Ettingen (BLT)                 |
| 21    | Badischer Bahnhof ↔ Bahnhof St. Johann (BVB) |

## Рухомий склад
| Фото | Місцеве позначення | №         | Міжнародне позначення            | Кількість | Виробник   | Роки виробництва | Примітки |
| ---- | ------------------ | --------- | -------------------------------- | --------- | ---------- | ---------------- | --- |
|      | Be 4/4             | 457       | Швейцарський стандартний трамвай | 1         | Schindler  | 1967–1968        | Be 4/4 457 als Museumsfahrzeug der «Gummikuh»-Baureihe. |
|      | Be 4/6             | 627–628   | Duewag-Einheitswagen             | 2         | DUEWAG     | 1972             | У лютому 2016 року останні вагони цієї серії були виведені з експлуатації та відправлені до Белграда. Вагони 627 та 628 були збережені як трамваї для урочистостей у переліку історичних вагонів BVB. |
|      | Be 4/4             | 477–502   | Cornichon                        | 25        | Schindler  | 1986–1987        | Немає схвалення на експлуатацію для Німеччини та Франції, а також для дистанції Гардштрассе – Ст. Якоб                                                                                                |
|      | Be 4/6 S           | 659–686   | Guggummere                       | 28        | Schindler  | 1990–1991        | В 2017 року всі трамваї були виведені з експлуатації та передані Софії, Болгарія. |
|      | Be 6/8             | 301–328   | Combino                          | 28        | Siemens    | 2000–2002        | В основному працює на лініях 1/14, 2 і 8, іноді також на лінії 6, без схвалення на експлуатацію для Франції                                                                                           |
|      | Be 6/8             | 5001–5044 | Flexity 2                        | 44        | Bombardier | 2014–2016        | |
|      | Be 4/6             | 6001–6017 | Flexity 2                        | 17        | Bombardier | 2016–2017        | В основному курсують на лініях 15, 16 і 21 |